# Novumbra hubbsi
El pez del fango de Olímpica (Novumbra hubbsi) es una especie de pez actinopterigio de agua dulce, la única del género Novumbra.

## Morfología
Se ha descrito una captura de 8 cm, aunque la longitud máxima parece ser de 5,5 cm.

## Distribución y hábitat
Es un pez de agua dulce, de comportamiento demersal, que vive a una temperatura entre 4 °C y 25 °C. Se distribuye por la cuenca fluvial baja de la península Olímpica en el estado de Washington (Estados Unidos), desde el lago Ozette y el río Queets hasta la cuenca del río Chehalis.
Prefiere el agua tranquila con densa vegetación u otra cubierta, sobre fondo lodo y escombros, también en ciénagas y pantanos embarrados.